# Stylephorus chordatus
A Stylephorus chordatus a csontos halak (Osteichthyes) főosztályának sugarasúszójú halak (Actinopterygii) osztályába és a tündöklőhal-alakúak rendjébe és a Stylephoridae család egyetlen faja.

## Előfordulása
A tengerekben és óceánokban honos.

## Megjelenése
Testhossza 30 centiméter.

## Külső hivatkozások
- /Képek az interneten a Stylephorus chordatus fajról